# التسويق القائم على البيانات
التسويق القائم على البيانات هو تكوين وجهة نظر متكاملة ورؤية شاملة استنادًا إلى التحليل المتعمق المستنير بالأرقام. يهدف التسويق المعتمد على البيانات إلى إعداد استراتيجيات مبنية على تحليل البيانات الضخمة، التي تم جمعها بواسطة التفاعل مع المستهلكين أو من مصادر خارجية، لفهم سلوكيات المستخدمين والتنبؤ بالسلوكيات المستقبلية شامل الاعتماد على البيانات الحالية أوالبيانات التي يمكن تجميعها، وكيفية تنظيم هذه البيانات وتحليلها وتطبيقها على جهود تسويقية أفضل، بهدف تحسين تجربة العميل وتخصيصها. تسمح دراسة السوق بإجراء دراسة شاملة للأفضليات.
- تسمح أدوات التحليل بالتسويق الموجه والشخصي للعميل.
- تستخدم الشركات مراجعات العملاء ومحادثات دعم العملاء لاستخراج البيانات لتخطيط إستراتيجية التسويق.
- استهداف الجمهور بحملة مخصصة يزيد من فرص تحقيق الأهداف المطلوبة ونجاح الحملات.
- كذلك تساعد أدوات التحليل مسئولين التسويق على فهم سلوك العملاء واتخاذ قرارات صحيحة بناءً على البيانات، مما يسمح بالاستهداف المناسب.[2]